# Silo Blovice
Silo Blovice se nachází v Blovicích (místní části Hradiště) v okrese Plzeň-jih. Jedná se o největší silo v Čechách a druhé největší v České republice; také je největším silem Správy státních hmotných rezerv.
Kapacita 60 metrů vysokého sila je 69 000 tun obilí. V letech 2018–2020 prošel celý areál rekonstrukcí. Provozovatelem je společnost ZETEN spol s r. o. Skladuje se zde především potravinářská pšenice.

## Výstavba
První myšlenky na postavení blovického sila padly již v roce 1975 a v roce 1980 byl proveden hydrogeologický průzkum oblasti. Celý areál byl vystavěn až mezi lety 1987 a 1991, tedy ve stejné době jako dalších sedm velkokapacitních sil po celém tehdejším Československu. Slavností zahájení stavby proběhlo 25. dubna 1987 dopoledne. Hlína vytěžená během stavby (až devět metrů hlubokých) základů se vozila do nedalekých Struhař, potřebné stavební suroviny se naopak dovážely z Mítova. 8. ledna 1990 zde při vykládce stavebního materiálu zahynul dělník Josef Toman z Domažlic. Zkušební provoz započal v únoru 1991.
Na silo měl navazovat výrobní areál krmných směsí a obilný mlýn, k jejich výstavbě však vlivem politických změn nedošlo.

## Napojení areálu na železniční infrastrukturu

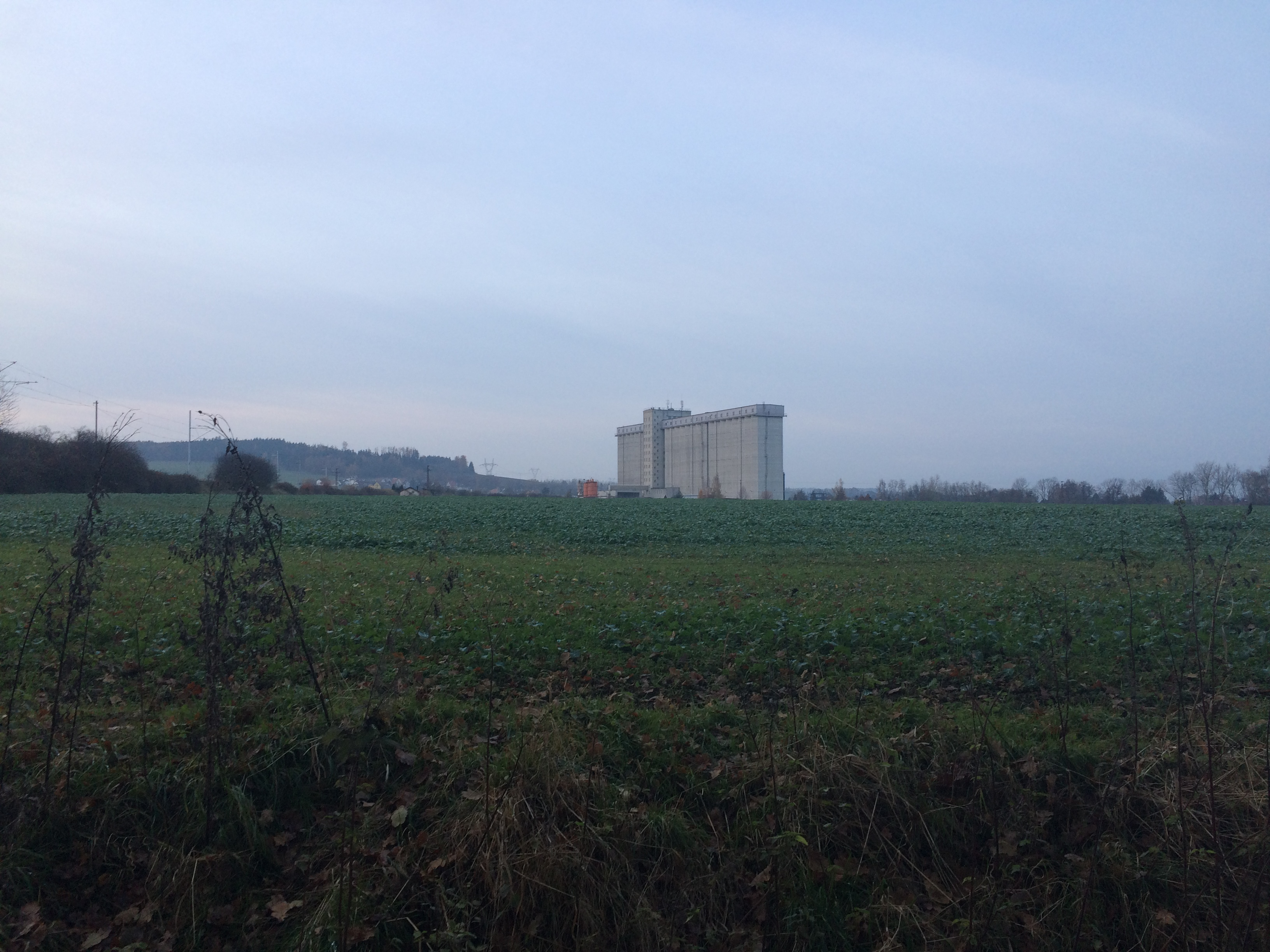
Silo Blovice směrem od Nové Huti

Celý areál je napojen pomocí vlečky na trať č. 191 (Plzeň – České Budějovice), která byla vybudována již v rané fázi výstavby v roce 1988 (s počátkem výstavby v roce 1986). Stará vlečka je prodloužením koleje č. 4 z nádraží Blovice a odpojuje se v km 325,088. V kilometráži 0,039 se nachází zabezpečený železniční přejezd ulice Husova. Nová vlečka byla odpojením na výhybce S1 z koleje č. 1 blovického nádraží a k odpojení docházelo v km 324,855. Výhybka S1 byla kolem roku 2010 snesena a nová vlečka zrušena. Areál zůstal napojen jen prostřednictvím staré vlečky. V areálu sila se pak vlečka rozděluje na tři navzájem propojené nakládkové koleje o délce okolo 320 metrů. Součástí vlečky je malá remíza pro 1 posunovací lokomotivu.